# Fortaleza de Santa Teresa

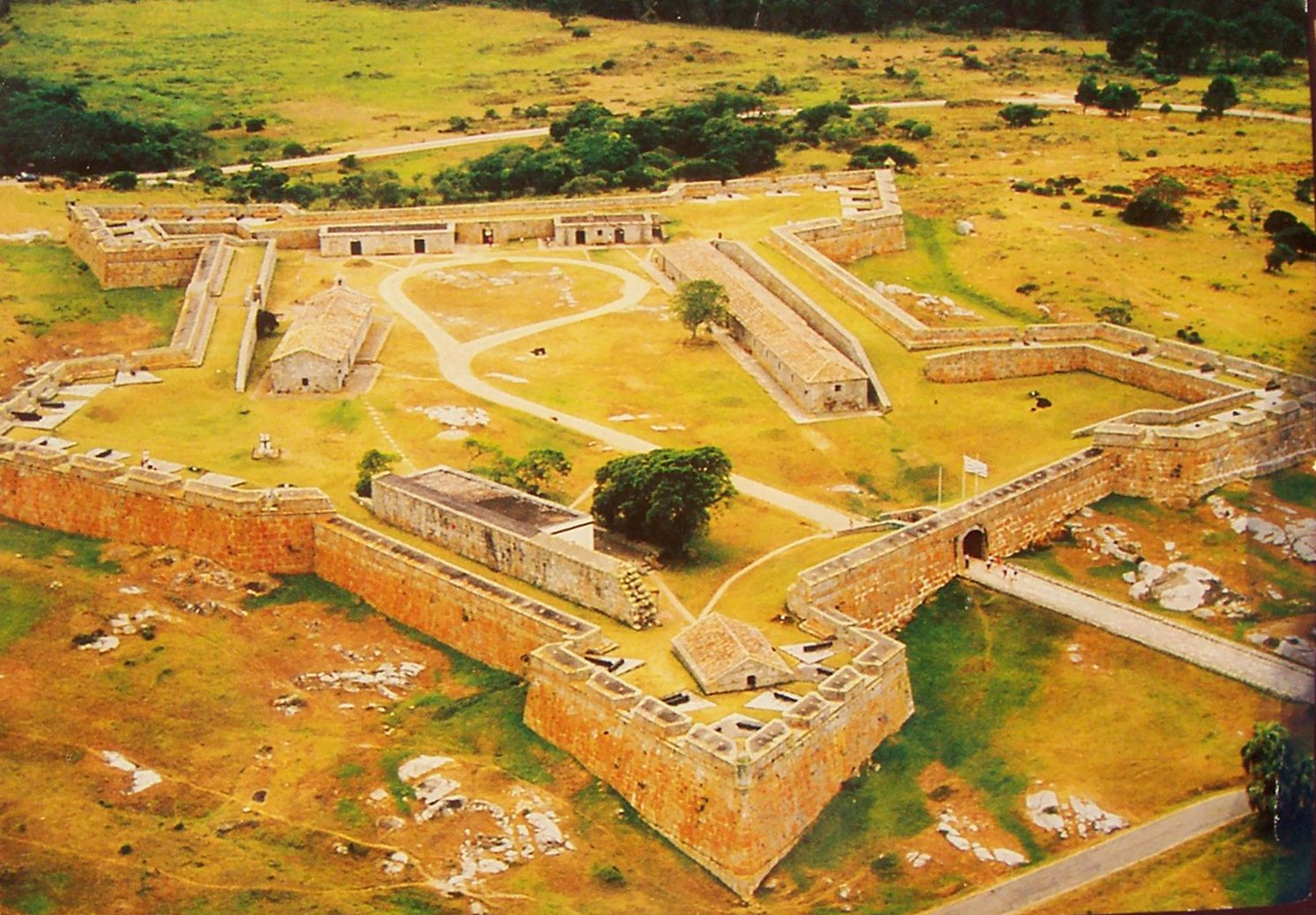
Fortaleza de Santa Teresa

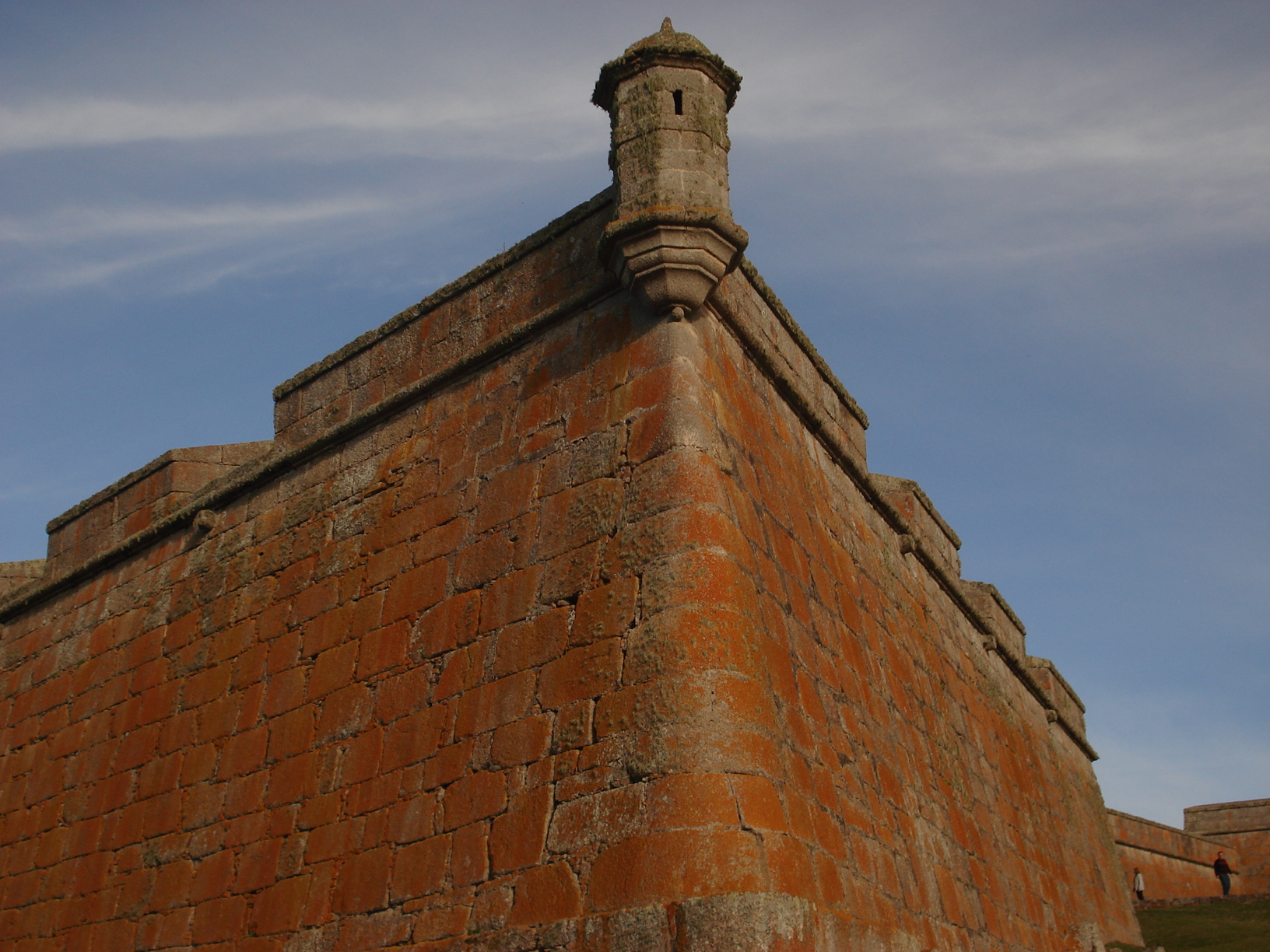
Mauer der Fortaleza de Santa Teresa

Fortaleza de Santa Teresa ist eine im Departamento Rocha gelegene, im 18. Jahrhundert von den Portugiesen erbaute Festung im Südosten Uruguays. 
Sie liegt nahe der Ruta 9, 36 km von der an der brasilianisch-uruguayischen Grenze gelegenen Stadt Chuy entfernt. Die Entfernung zur Hauptstadt Montevideo beträgt etwa 305 km. Die Festung ist Teil des Parque Nacional de Santa Teresa. Der Bau der Fortaleza de Santa Teresa begann zunächst durch die Portugiesen im Jahre 1762. Allerdings erfolgte die Fertigstellung durch die Spanier, die zwischenzeitlich ihren Einflussbereich hierher ausgedehnt hatten. Vizekönig Pedro de Ceballos entschied in dieser konfliktträchtigen Gegend in Grenznähe an dieser Stelle ein starkes Festungsbollwerk zu errichten. Es wurde in Form eines unregelmäßigen, am Zweck der strategischen Überwachung des Gebiets ausgerichteten Fünfecks gebaut. Im Laufe der Geschichte trafen hier die unterschiedlichsten Konfliktparteien aufeinander. Neben Portugiesen und Spaniern fanden auch Auseinandersetzungen zwischen den Spaniern und den Engländern, der Banda Oriental und den Portugiesen sowie Spaniern und Kreolen statt. Schließlich diente die Festung im Rahmen des Bürgerkriegs des jungen Staates Uruguay Manuel Oribe und seinen Anhängern als Zufluchtsort. Später verlor die Fortaleza de Santa Teresa ihre militärische Bedeutung. Bis 1928 war dort ein Lager der Armee zur Pferdezucht stationiert.

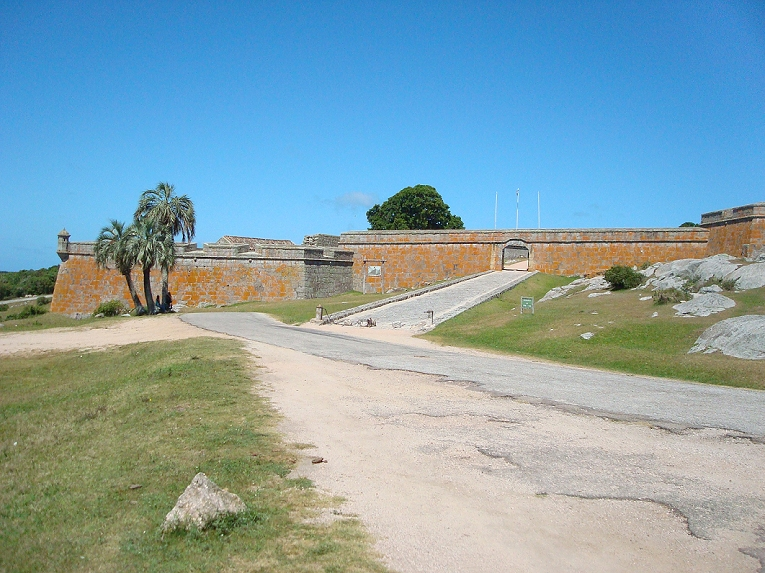
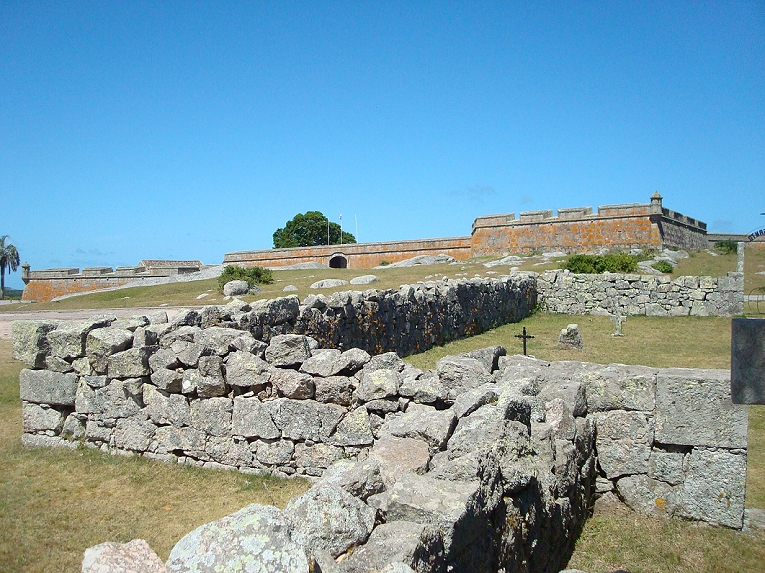
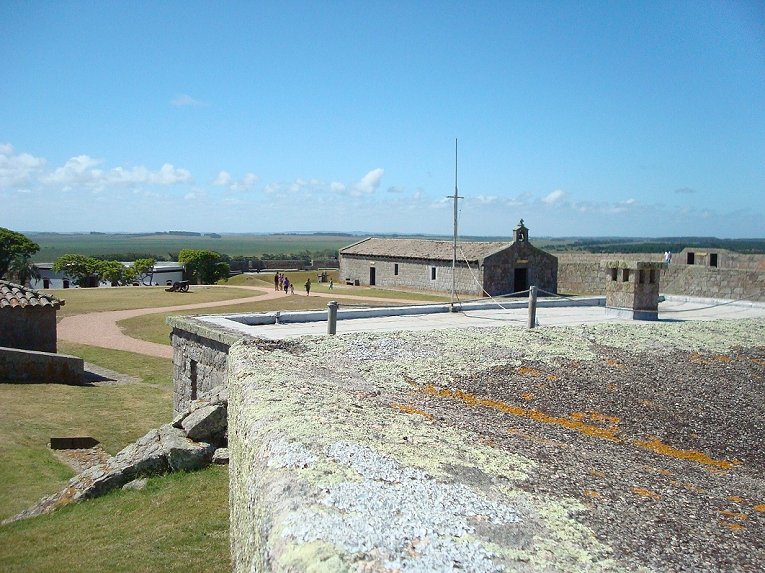
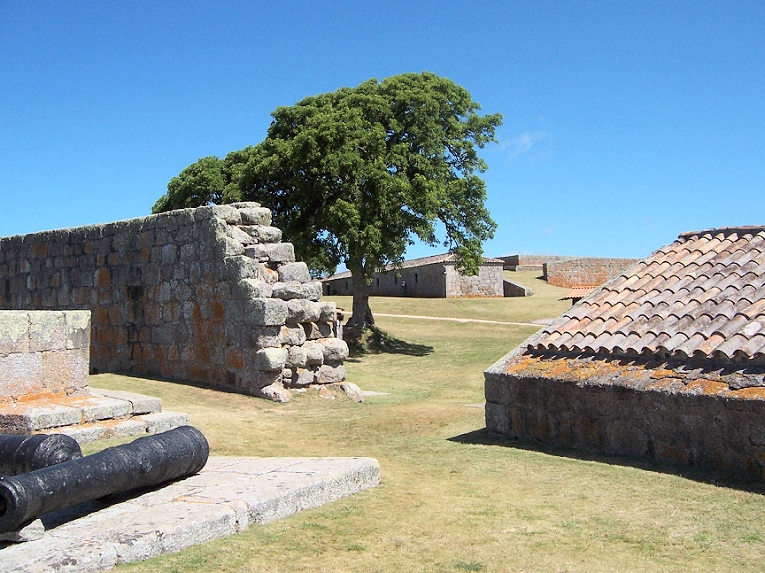
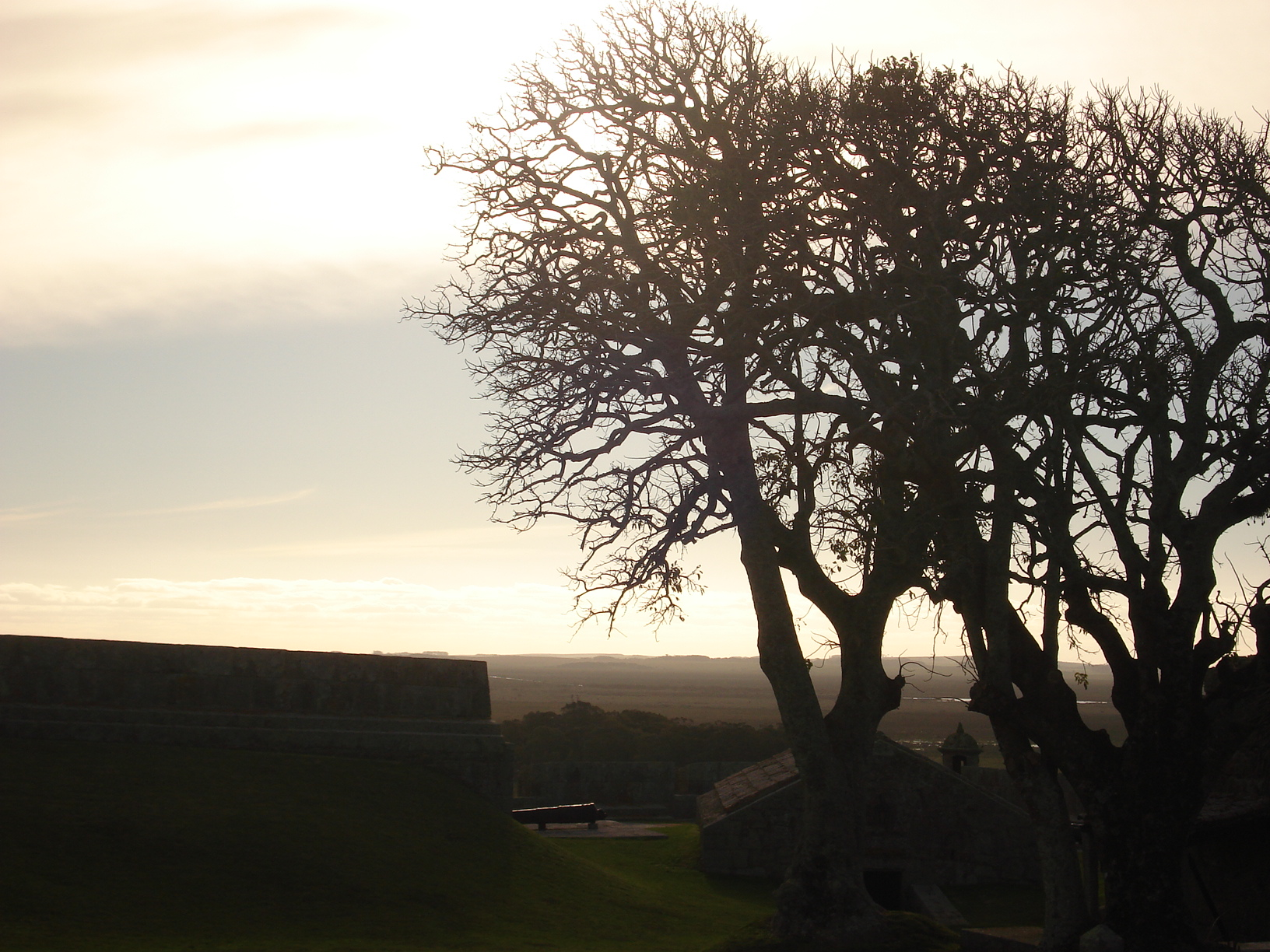